# Grethe Tønnesen
Grethe Tønnesen er en norsk håndboldspiller. Hun spillede 60 kampe og scorede 39 mål for Norges håndboldlandshold mellem 1968 og 1977. Hun deltog også under VM 1973 hvor holdet kom på en 8.-plads.